# Licenziamento discriminatorio
Il licenziamento discriminatorio, nel diritto del lavoro italiano, è un atto di risoluzione del rapporto di lavoro, quando esso sia dovuto alla attività e alle idee del dipendente espresse dentro o al di fuori dell'ambiente di lavoro.

## Caratteri generali
Il datore può motivare esplicitamente il licenziamento con una di queste cause o adottare altre giustificazioni più legittime. Nella giurisprudenza del lavoro, sono numerosi i casi di licenziamenti discriminatori mascherarti con motivi economici.
Il divieto di discriminazione non è formalmente previsto dall'art. 18 dello statuto dei lavoratori, ma è un diritto previsto dalla Costituzione della Repubblica Italiana e tutelato dal codice civile italiano.

## Disciplina normativa
È disciplinato, nell'ambito del licenziamento individuale, dall'art. 4 della legge 15 luglio 1966, n. 604 e dall'art. 3 della legge 11 maggio 1990, n.108.
Secondo l'art. 15 dello Statuto dei Lavoratori è nullo qualsiasi atto o patto diretto a "licenziare un lavoratore […] a causa della sua affiliazione o attività sindacale ovvero della sua partecipazione ad uno sciopero", nonché la nullità dei licenziamenti attuati "a fini discriminazione politica, religiosa, razziale, di lingua e di sesso".

## Nullità
La legge prevede la nullità del licenziamento qualunque sia la motivazione adottata e la dimensione dell'azienda, e vale anche per i dirigenti. Al lavoratore si applica la tutela reale, per cui l'interessato può scegliere fra il risarcimento del danno o la reintegra nel posto di lavoro. Nelle aziende che hanno meno di 15 dipendenti, il licenziamento discriminatorio rappresenta l'unico caso in cui il datore di lavoro è comunque obbligato alla reintegra del dipendente.
Viceversa, le categorie di lavoratori assunti a tempo indeterminato, per i quali è ipotizzabile una forma di licenziamento discriminatorio, sono quelli che beneficiano di una stabilità del posto di lavoro, nelle aziende che hanno meno di 15 dipendenti. Se il licenziamento non fosse nullo, in modo indipendente dalla causa adottata, il datore potrebbe reintegrare il dipendente e, a distanza di tempo, licenziarlo legittimamente con un motivo non riconducibile a fenomeni discriminatori.